# Hangman's Curse
Hangman's Curse (bra: A Maldição da Forca) é um filme de terror de 2003 dirigido por Rafael Zielinski e produzido nos Estados Unidos sobre uma escola que passa a ser acompanhada por uma equipe investigativa após uma série de eventos estranhos. É baseado no romance cristão de 2001 Hangman's Curse, escrito por Frank Peretti .

## Elenco
- David Keith - Nate Springfield
- Mel Harris - Sarah Springfield
- Leighton Meester - Elisha Springfield
- Douglas Smith - Elijah Springfield
- Jake Richardson - Ian Snyder
- Bobby Brewer - Leonard Baynes

## Recepção
No agregador de críticas Rotten Tomatoes, na pontuação onde a equipe do site categoriza as opiniões da grande mídia e da mídia independente apenas como positivas ou negativas, tem um índice de aprovação de 0% calculado com base em 6 comentários dos críticos. Por comparação, com as mesmas opiniões sendo calculadas usando uma média aritmética ponderada, a nota alcançada é 2,9/10.
No Chicago Tribune, Lou Carlozo avaliou com 0,5/4 de sua nota dizendo que "definitivamente, poderíamos ter filmes adolescentes mais saudáveis, mas Hangman's Curse é simplesmente bobagem - não tanto pelos valores que tenta transmitir, mas pela maneira descuidada com que os transmite."
Alguns críticos cristãos foram mais tolerantes, com o Christian Spotlight on Entertainment dando ao filme três de cinco estrelas.